# Meetflens

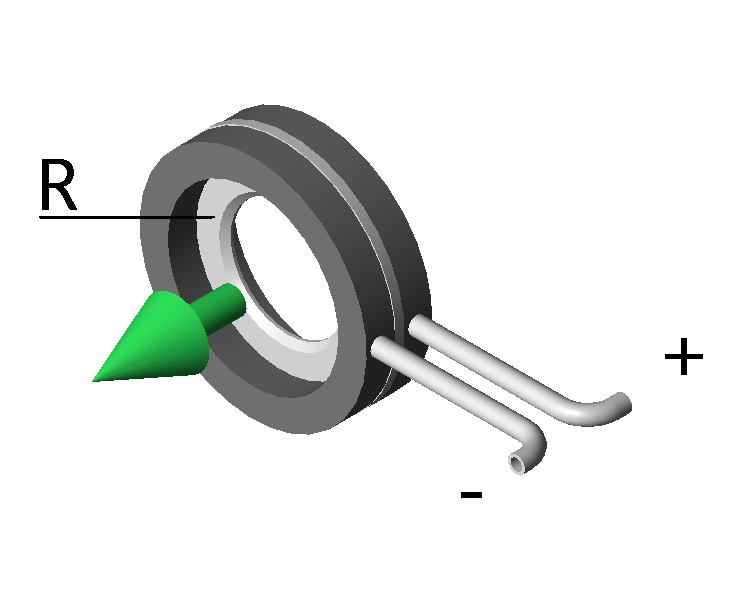
Meetflens

Een meetflens, meetplaat of orificeplaat is een speciaal soort flens die gebruikt wordt voor de meting van een debiet.
Hierbij wordt gebruikgemaakt van de wet van Bernoulli waarbij gekeken wordt naar de relatie tussen de druk en de snelheid van een vloeistof. 
De meetflens bevat een restrictie in de vorm van een afsluitplaat die voorzien is van een gat. Aan beide zijden van de flens bevindt zich een buisje dat is aangesloten op een meetinstrument. De vloeistof zal door het gat in de afsluitplaat stromen en hierbij zal er een verschil in stroomsnelheid optreden. Wanneer de snelheid van de vloeistof stijgt of daalt zal de druk respectievelijk verlagen of verhogen. Door het verschil in druk voor en achter de afsluitplaat te meten kan het debiet worden bepaald.